# Sporkowszczyzna
Sporkowszczyzna (biał. Споркаўшчына, Sporkauszczyna; ros. Спорковщина, Sporkowszczina) – wieś na Białorusi, w obwodzie grodzieńskim, w rejonie lidzkim, w sielsowiecie Krupa, nad Lidzieją i przy skrzyżowaniu drogi republikańskiej R89 ze wschodnią obwodnicą Lidy.
Współcześnie wieś obejmuje także dawny folwark Melenkowszczyzna (biał. Мелянкоўшчына, Mielankouszczyna; ros. Меленковщина, Mielenkowszczina).

## Historia
W XIX i w początkach XX w. Sporkowszczyzna i Melenkowszczyzna położone były w Rosji, w guberni wileńskiej, w powiecie lidzkim, w gminie Lida. Obie miejscowości należały do Adamowiczów.
W dwudziestoleciu międzywojennym leżały w Polsce, w województwie nowogródzkim, w powiecie lidzkim, w gminie Lida. W 1921 Sporkowszczyzna liczyła 93 mieszkańców, zamieszkałych w 20 budynkach, wyłącznie Polaków. 80 mieszkańców było wyznania rzymskokatolickiego i 13 prawosławnego. Melenkowszczyzna liczyła zaś 21 mieszkańców, zamieszkałych w 2 budynkach, wyłącznie Polaków wyznania rzymskokatolickiego.
Po II wojnie światowej w granicach Związku Sowieckiego. Od 1991 w niepodległej Białorusi.